# 沙爾萬德山
47°5′22″N 10°46′31″E / 47.08944°N 10.77528°E

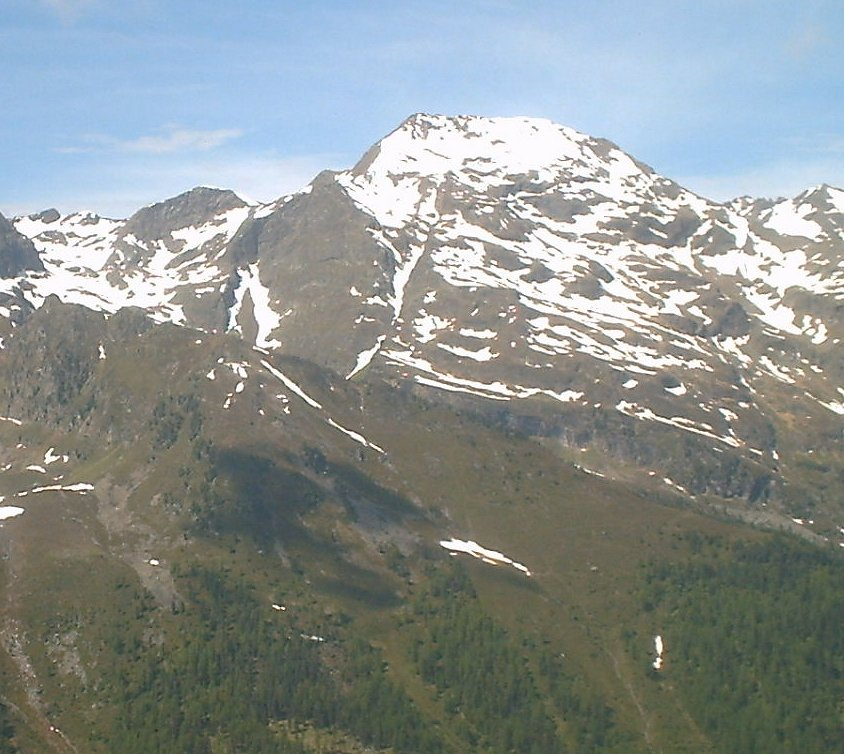

沙爾萬德山（德語：Schalwand），是奧地利的山峰，位於該國西部，由蒂羅爾州負責管轄，屬於奧茨塔爾阿爾卑斯山脈的一部分，海拔高度2,942米，人類在1900年7月28日首次登頂。